# Sehnsucht Berlin
Sehnsucht Berlin ist ein deutscher Dokumentarfilm des Regisseurs Peter Zach aus dem Jahr 2009.

## Handlung
Der Dokumentarfilm beschäftigt sich mit Berliner Künstlern, die ihrem Wohnsitz Berlin treu geblieben sind, ebenso wie mit Künstlern, die die Stadt auf Zeit als Lebensmittelpunkt gewählt haben. Der Zuschauer erhält Einblick in ihre Art zu leben und ihr künstlerisches Werk, auch persönliche Erfahrungen werden nicht ausgeklammert. Zusammen mit Stipendiaten des Berliner Künstlerprogramm des DAAD, begibt man sich an Orte, die die kreativen Fähigkeiten der einzelnen Künstler im Hinblick auf ihre Arbeiten besonders beeinflusst haben. Skizziert wird sowohl der Blick der Menschen aus der Stadt heraus nach außen, aber auch der Blick, der sich von außen auf Berlin und seine Künstler richtet. 

## Produktion und DVD
Es handelt sich um eine Jana Cisar Filmproduktion, die mit Mitteln des Auswärtigen Amtes unterstützt und durch die Kulturstiftung des Bundes gefördert wurde. 
Der Film ist bei absolut Medien GmbH als DVD erhältlich.

## Kritik
„Dokumentarfilme technisch zu beurteilen, bzw. mit Spielfilmen zu vergleichen, ist meist eine ungerechte Sache. Im Falle von ‚Sehnsucht Berlin‘ ist das nicht anders. Das Material gibt sich stark lichtabhängig und von eher nüchternen als strahlenden Farben durchsetzt. Artefakte bleiben nicht aus, Rauschen hingegen stört kaum einmal die Ansichten. Insgesamt zeichnet sich das Material für einen Dokumentarfilm, der nicht auf Hochglanz setzt, aber durch eine hohe Auflösung aus. Akustisch ist hauptsächlich der Center aktiv. kein Wunder, handelt es sich doch überwiegend um Kommentare, die im Zentrum stehen. […]“